# NICE비즈니스플랫폼
NICE비즈니스플랫폼(서비스명 NICEabc, 나이스abc)은 대한민국의 금융 인프라 기업 집단인 NICE그룹의 신사업 계열사이다. NICE비즈니스플랫폼은 2019년 4월 NICE그룹의 지주회사인 주식회사 NICE홀딩스가 100% 지분으로 출자한 NICE홀딩스의 자회사다. 2021년 7월, 금융위원회로부터 온라인투자연계금융기관으로 인가 받아 정식 금융기관으로 전환되었다.
NICE비즈니스플랫폼의 주력 사업은 기업간 정보 공유와 금융 접근성을 높인 ‘매출망 금융’ 사업이며, 중소기업을 운영하는 중소사업자를 대상으로 한 P2P(개인간거래) 기반의 전자어음 할인, 기업 간 일반 매출채권 유동화, 물류 매출채권 유동화, 온라인 카드결제 선정산, 앱마켓(구글플레이) 및 SSG닷컴 선정산 등 산업별 매출채권 유동화 서비스를 제공한다. 최근에는 자사 협력사의 결제 대금을 원활하게 지원하기 위한 '구매자금 대출' 상품도 선보이기 시작했다. 반면, 투자자에게는 배서 및 양도 체결한 전자어음과 매출채권을 기반으로 온라인투자연계금융(구 P2P금융) 투자상품을 제공한다.
주요 서비스로는 기업 상생지원 금융플랫폼 NICEabc(나이스abc), 건설업 특화 어음할인 플랫폼 CG NICE(씨지나이스) 보관됨 2020-04-22 - 웨이백 머신(2022년 3월 서비스 종료) 등이 있다.

## 연혁
- 2019년 4월 15일 NICE비즈니스플랫폼(주) 법인설립
- 2019년 8월 26일 NICEabc 기업 상생지원 금융플랫폼 출시
- 2019년 10월 23일 육상물류플랫폼 '센디'와 매출채권 유동화 사업 업무협약 체결
- 2019년 11월 7일 P2P금융업계 최초 예약 투자 특허 등록
- 2019년 11월 8일 (사)한국산업용재협회와 전자어음·매출채권 유동화 사업 업무협약 체결
- 2019년 11월 13일 전자어음 할인 P2P상품 100호 출시
- 2019년 11월 27일 IBK기업은행 BOX플랫폼 내 전자어음 할인 서비스 출시
- 2019년 12월 31일 총 누적 대출액 300억원 돌파(327억 2백만원)
- 2020년 1월 31일 총 누적 대출액 400억원 돌파(449억 3천만원)
- 2020년 2월 29일 총 누적 대출액 500억원 돌파(556억 1천만원)
- 2020년 3월 10일 건설공제조합과 중소 건설사 금융지원 사업 업무협약 체결
- 2020년 3월 31일 총 누적 대출액 600억 돌파(628억 9천만 원)
- 2020년 4월 2일 금융위원회 '지정대리인' 핀테크 기업 선정
- 2020년 4월 21일 '셀러허브' 매출채권 선정산 서비스 출시
- 2020년 6월 1일 금호산업과 금호산업 협력회사 금융지원 사업 업무협약 체결
- 2020년 6월 24일 금호산업 협력업체 대상 매출채권 유동화 프로그램 출시
- 2020년 8월 13일 중소기업 대상 총 누적대출액 1,000억원 돌파(1,000억 7천만원)
- 2020년 11월 11일 기업은행, 나이스abc에 100억원 투자 유치
- 2020년 12월 2일 나이스abc, 중소상공인단체중앙회-KIS정보통신과 업무협약 체결
- 2021년 3월 10일 나이스abc, 구글플레이 입점사 대상 결제대금 선정산 서비스 실시
- 2021년 4월 19일 나이스abc, "서비스 출시 1년 7개월 만에 중기 총 누적대출액 2천 억"
- 2021년 5월 18일 나이스abc外 2개사, 금융위 ‘온투업’ 등록 속도
- 2021년 5월 26일 나이스abc-로지스랩, 화물운송료 적기지급 MOU 체결
- 2021년 7월 21일 나이스abc, 온라인투자연계금융업 등록 완료..."상거래 약자 금융지원 강화"
- 2021년 8월 9일 나이스abc, "선정산 구조화를 통한 '정산 생태계' 완성"
- 2021년 10월 26일 나이스abc, 중소기업 금융지원 누적 대출 3000억 돌파
- 2021년 11월 29일 나이스abc, 사업자 씬파일러 공략으로 '기업금융 돈맥경화' 푼다